# Catachlorops medemi
Catachlorops medemi är en tvåvingeart som beskrevs av Philip 1970. Catachlorops medemi ingår i släktet Catachlorops och familjen bromsar.
Artens utbredningsområde är Colombia. Inga underarter finns listade i Catalogue of Life.